# Les Trois Cloches (album)
Pour les articles homonymes, voir Les Trois Cloches (homonymie).
Albums par Jacques Desrosiers
Jacques Desrosiers au « Casa Loma »
(1960) Le Vol rose du Flamant
(1964)
Les Trois Cloches est un album d'humour de Lucien Stephano, Jacques Desrosiers et P.A. Thibeault, commercialisé en 1963.
L'album est constitué de blagues grivoises destinées à un public adulte, il porte le numéro de catalogue SO-20002.

## Titres
| 1. | Première partie | 14:40 |

| 2. | Deuxième partie | 14:46 |